# Wanna Be Startin' Somethin'
Wanna Be Startin' Somethin'  is een nummer, afkomstig van Michael Jacksons album Thriller uit 1982. Het was tevens de eerste track van dat album, maar pas het vierde nummer dat werd uitgegeven op single, na The Girl Is Mine, Billie Jean en Beat It. Op 8 mei 1983 werd het nummer wereldwijd op single uitgebracht.
Hoewel de single geen bijbehorende videoclip had, zorgde het toch voor een vervolg op het succes van Michael Jackson, met een nummer 5-notering in Amerika en een nummer 1-hit in Nederland en Denemarken. Het was de tweede Nederlandse nummer 1-hit van het album.
Oorspronkelijk zou het nummer al op het album Off the Wall staan; het was dan ook geschreven in 1978. Toch werd het niet opgenomen tot Thriller uit 1982.
Het nummer werd ook opgenomen op de verzamelalbums HIStory: Past, Present and Future, Book I (1995) en This Is It (2009). Een remix in samenwerking met Akon werd opgenomen op Thriller 25 (2008) en uitgebracht als single.
Trijntje Oosterhuis nam ook een versie van het nummer op. Op haar album Never Can Say Goodbye (2009) met Michael Jackson-covers staat een medley van Wanna Be Startin' Something', Don't Stop 'Til You Get Enough en Working Day and Night.

## Beschrijving
Het nummer is een van de vier singles van Thriller die door Michael Jackson zelf geschreven zijn. Met 6 minuten en 3 seconden is Wanna Be Startin' Somethin’ tevens het langste nummer van Thriller.
Het nummer begint met een salvo van drums en eindigt in een mix van Afrikaanse zangers, blaasmuziek en een baslijn. Samen met het nummer Billie Jean is dit het nummer waarin het gevoel van wantrouwen voor de buitenwereld van Michael Jackson lijkt te worden weergegeven.
Het bekendste deel is het gezongen refrein Mama-se, mama-sa, ma-ma-coo-sa. Het is prominent aanwezig, ook tijdens de bridge aan het einde van het nummer. Jackson gaf toe dat hij het nummer Soul Makosa van de Kameroense songwriter/saxofonist Manu Dibango citeerde, zij het ongevraagd.

## Live
Wanna Be Startin' Somethin’ werd vaak opgevoerd door Jackson als het het openingsnummer tijdens concerten; het is dan ook tijdens elke tournee gespeeld.
Tijdens liveoptredens voerden Jackson en zijn dansers een de stop-startdans uit, waarbij ze ineens bevriezen en vervolgens de dans weer vervolgen. Het publiek werd vaak uitgenodigd om mee te zingen tijdens de bridge in het nummer.

### Tracklist
1. Wanna Be Startin' Somethin' 2008 (Radio Edit) – 3:51
2. Wanna Be Startin' Somethin' 2008 (Johnny Vicious Club – Radio Edit) – 3:36
3. Wanna Be Startin' Somethin' 2008 (Johnny Vicious Full Club Remix) – 9:03

## Wetenswaardigheden
- Het nummer komt voor in de soundtrack van het computerspel Grand Theft Auto: Vice City op het radiostation Fever 105.
- Het gedeelte "Mama-se, mama-sa, ma-ma-coo-sa" werd in 2007 als sample gebruikt in het nummer Don't Stop The Music van Rihanna. Het origineel is overigens niet van Michael Jackson, maar van Manu Dibango “soul makossa” 1972.
- Hetzelfde gedeelte kan worden verstaan als "Mama say mama sa mama appelsap", waardoor 'mama appelsap' een naam is geworden voor buitenlandse teksten die lijken op een Nederlandse tekst. Dit is begonnen bij het NPO 3FM-radioprogramma Timur Open Radio, waar het een vast onderdeel was en nog steeds is in het huidige radioprogramma van NPO 3FM dj Timur Perlin.
- Het gedeelte "Mama-se, mama sá" is gebruikt als tekst voor het nummer MaMaSé van de Belgische/Nederlandse meidengroep K3.

## Hitnoteringen

### Nederlandse Top 40
| Wanna Be Startin' Somethin' in de Nederlandse Top 40 binnen: 02-07-1983 | Wanna Be Startin' Somethin' in de Nederlandse Top 40 binnen: 02-07-1983 | Wanna Be Startin' Somethin' in de Nederlandse Top 40 binnen: 02-07-1983 | Wanna Be Startin' Somethin' in de Nederlandse Top 40 binnen: 02-07-1983 | Wanna Be Startin' Somethin' in de Nederlandse Top 40 binnen: 02-07-1983 | Wanna Be Startin' Somethin' in de Nederlandse Top 40 binnen: 02-07-1983 | Wanna Be Startin' Somethin' in de Nederlandse Top 40 binnen: 02-07-1983 | Wanna Be Startin' Somethin' in de Nederlandse Top 40 binnen: 02-07-1983 | Wanna Be Startin' Somethin' in de Nederlandse Top 40 binnen: 02-07-1983 | Wanna Be Startin' Somethin' in de Nederlandse Top 40 binnen: 02-07-1983 | Wanna Be Startin' Somethin' in de Nederlandse Top 40 binnen: 02-07-1983 | Wanna Be Startin' Somethin' in de Nederlandse Top 40 binnen: 02-07-1983 |
| Week                                                                    | 1                                                                       | 2                                                                       | 3                                                                       | 4                                                                       | 5                                                                       | 6                                                                       | 7                                                                       | 8                                                                       | 9                                                                       | 10                                                                      |                                                                         |
| ----------------------------------------------------------------------- | ----------------------------------------------------------------------- | ----------------------------------------------------------------------- | ----------------------------------------------------------------------- | ----------------------------------------------------------------------- | ----------------------------------------------------------------------- | ----------------------------------------------------------------------- | ----------------------------------------------------------------------- | ----------------------------------------------------------------------- | ----------------------------------------------------------------------- | ----------------------------------------------------------------------- | ----------------------------------------------------------------------- |
| Positie                                                                 | 20                                                                      | 7                                                                       | 3                                                                       | 2                                                                       | 1                                                                       | 1                                                                       | 3                                                                       | 12                                                                      | 24                                                                      | 38                                                                      | uit                                                                     |

### Nationale Hitparade
| Wanna Be Startin' Somethin' in de Nationale Hitparade binnen: 09-07-1983 | Wanna Be Startin' Somethin' in de Nationale Hitparade binnen: 09-07-1983 | Wanna Be Startin' Somethin' in de Nationale Hitparade binnen: 09-07-1983 | Wanna Be Startin' Somethin' in de Nationale Hitparade binnen: 09-07-1983 | Wanna Be Startin' Somethin' in de Nationale Hitparade binnen: 09-07-1983 | Wanna Be Startin' Somethin' in de Nationale Hitparade binnen: 09-07-1983 | Wanna Be Startin' Somethin' in de Nationale Hitparade binnen: 09-07-1983 | Wanna Be Startin' Somethin' in de Nationale Hitparade binnen: 09-07-1983 | Wanna Be Startin' Somethin' in de Nationale Hitparade binnen: 09-07-1983 | Wanna Be Startin' Somethin' in de Nationale Hitparade binnen: 09-07-1983 | Wanna Be Startin' Somethin' in de Nationale Hitparade binnen: 09-07-1983 | Wanna Be Startin' Somethin' in de Nationale Hitparade binnen: 09-07-1983 | Wanna Be Startin' Somethin' in de Nationale Hitparade binnen: 09-07-1983 | binnen: 04-07-2009 | binnen: 04-07-2009 | binnen: 04-07-2009 | binnen: 04-07-2009 |
| Week                                                                     | 1                                                                        | 2                                                                        | 3                                                                        | 4                                                                        | 5                                                                        | 6                                                                        | 7                                                                        | 8                                                                        | 9                                                                        | 10                                                                       | 11                                                                       |                                                                          | 12                 | 13                 | 14                 |                    |
| ------------------------------------------------------------------------ | ------------------------------------------------------------------------ | ------------------------------------------------------------------------ | ------------------------------------------------------------------------ | ------------------------------------------------------------------------ | ------------------------------------------------------------------------ | ------------------------------------------------------------------------ | ------------------------------------------------------------------------ | ------------------------------------------------------------------------ | ------------------------------------------------------------------------ | ------------------------------------------------------------------------ | ------------------------------------------------------------------------ | ------------------------------------------------------------------------ | ------------------ | ------------------ | ------------------ | ------------------ |
| Positie                                                                  | 4                                                                        | 3                                                                        | 3                                                                        | 3                                                                        | 5                                                                        | 5                                                                        | 7                                                                        | 11                                                                       | 11                                                                       | 18                                                                       | 34                                                                       | uit                                                                      | 31                 | 45                 | 66                 | uit                |

### TROS Top 50
Hitnotering: 30-06-1983 t/m 08-09-1983. Hoogste notering: #1 (1 week).

### TROS Europarade
Hitnotering: 10-07-1983 t/m 28-08-1983. Hoogste notering: #9 (2 weken).

### NPO Radio 2 Top 2000
| Nummer met noteringen in de NPO Radio 2 Top 2000 | '09 | '10  | '11  | '12  | '13  | '14  | '15  | '16  | '17  | '18  | '19  | '20  | '21  | '22  |
| ------------------------------------------------ | --- | ---- | ---- | ---- | ---- | ---- | ---- | ---- | ---- | ---- | ---- | ---- | ---- | ---- |
| Wanna Be Startin' Somethin'                      | 650 | 1144 | 1323 | 1626 | 1326 | 1541 | 1338 | 1644 | 1517 | 1435 | 1699 | 1725 | 1595 | 1840 |

1. ↑  Een vetgedrukt getal geeft de hoogste notering aan.
2. ↑  2009 was het eerste jaar met een notering voor dit nummer.
3. ↑  Deze tabel is bijgewerkt tot en met de laatste editie (2024).

## Wanna Be Startin' Somethin' 2008
In 2008 werd een remix uitgebracht onder de titel Wanna Be Startin' Somethin' 2008. Het nummer was een duet met de zanger Akon. Opvallend was dat deze versie nieuw gezang van Jackson bevatte. De remix werd opgenomen op Thriller 25, een speciale jubileumversie van Thriller. De remix werd uitgebracht in 2008 als tweede single van het album, na The Girl Is Mine 2008.
- Gemeinsame Normdatei: 1128770830
- MusicBrainz work: afec4a5d-5ac6-309a-be7c-ee4f919730c3
- Virtual International Authority File: 9147149108427068780004